# Eugênio Malanski
Eugênio Malanski (Prudentópolis, 11 de julho de 1926 – Itapoá, 13 de janeiro de 1984) foi um professor e geógrafo brasileiro que pesquisava a geomorfologia. De origens polonesas, foi conhecido por seu trabalho na teoria das "Compressões Orogenéticas".

## Carreira Acadêmica
Formado em Geografia pela então Faculdade Estadual de Filosofia, Ciências e Letras de Ponta Grossa, hoje Universidade Estadual de Ponta Grossa, em 1952. Eugênio Malanski, durante a maior parte da sua carreira acadêmica, foi professor no departamento de Geografia da Universidade Estadual de Ponta Grossa - onde também foi chefe de departamento.. 
Além de ser professor universitário em Ponta Grossa, ele também lecionou no Colégio Estadual Regente Feijó e na Universidade Estadual de Maringá.
Foi um pesquisador das chamadas "Geografia Ativa" e "nova geologia global" e da deriva dos continentes, sendo um dos pioneiros no estudo da Tectônica de Placas. 

## Homenagens Póstumas
Devido a sua trajetória acadêmica, o geógrafo foi homenageado pela Universidade Estadual de Ponta Grossa, prefeitura de Ponta Grossa e pelo governo do Estado do Paraná. Desta maneira, atualmente, Eugênio Malanski é nome de rua, centro acadêmico  e colégio estadual no município de Ponta Grossa.